# Ibn Bajja

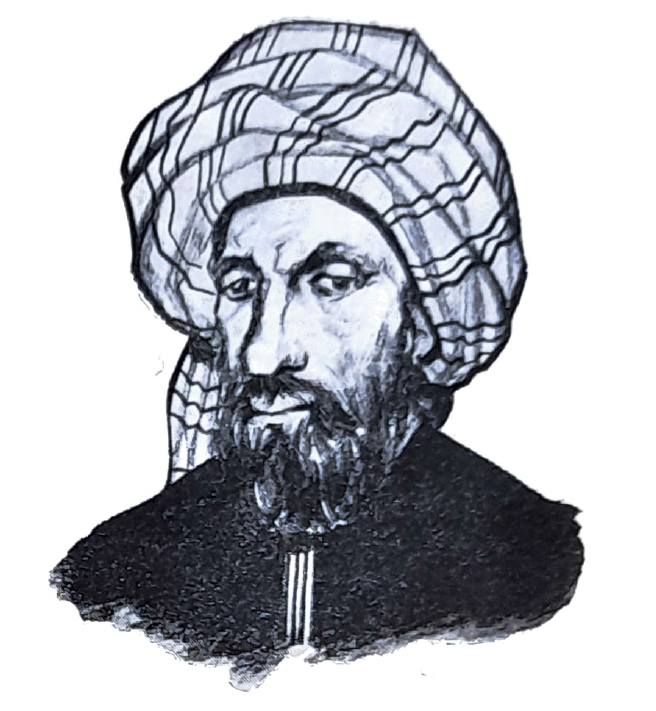

Abū Bakr Muḥammad Ibn Yaḥyà ibn aṣ-Ṣā’ikh at-Tūğībī Ibn Bāğğa Al- Tūğībī  (n. cca. 1106 – d. 1138), cunoscut în latina medievală sub numele de  Ibn Bājjah sau Avempace, este unul din reprezentanții de seamă ai intelectualității andaluze, alături de Ibn Tufayl, Ibn Rușd (Averroes) sau Ibn Arabi.
Este considerat de către Ibn Khaldun egalul lui Averroes pentru Ocidentul musulman și al lui al-Farabi pentru Orient.

## Viața
Despre viața și opera sa se cunosc puține informații, consemnate de doi dintre discipolii săi,  Abu al-Hassan ’Ali și Ibn Tufayl.
Abu al-Hassan ’Ali din Granada consemnează că Avempace este primul  învățat arab care a promovat învățarea și predarea filosofiei arabe în Spania.
Ibn Ṭufayl confirmă faptul că multe dintre operele sale au rămas neterminate datorită morții premature și a ambițiilor lumești: „ (...) dar trebile lumești l-au atras în asemenea măsură, încât moartea l-a răpit înainte de a fi dezvăluit toate secretele înțelepciunii sale”.
Se pare că provenea dintr-o familie de bijutieri, ba chiar s-a ocupat o vreme cu această artă.
Ibn Bajja s-a născut la Saragosa în jurul anului 1106. 
Studiază și se remarcă în domenii precum metrică, muzică, filologie, medicină.
Studiază filosofie la Saragosa.
În lucrările sale abordează teme din domenii variate: logică, psihologie, filosofie, antropologie, medicină.
A fost numit vizir de către noul guvernator al orașului după ce Saragosa a fost cucerită de Almoravizi.
După ce orașul a fost cucerit de creștini, prin 1116, pleacă la Almeria, Sevilla și Granada, în Andaluzia pentru a practica medicina.
S-a stabilit la Fez, în Maroc, unde moare otrăvit.

## Crezul filosofic
Crezul său filosofic este constituit de următoarele idei:
- obligația de a căuta cunoașterea (înțelepciunea);
- superioritatea învățăturii în comparație cu evlavia și martiriul;
- importanța notării înțelepciunii (ripostă la oralitatea preislamicilor);
- călătoria spirituală obligatorie;
- respectul datorat maestrului de către discipol;
- atitudinea înțeleptului față de guvernanți;
- izvoarele de învățătură juridică și religioasă [1].

## Opera
În astronomie se remarcă prin critica pe care o aduce lui Aristotel cu privire la rolul stelelor din Calea Lactee. 
Totodată, introduce noțiunea de refracție (in‛ikās) și formulează importante considerații cu privire la mișcarea planetelor.
Se spune chiar că ar fi contestat unele ipoteze emise de Ptolemeu.
Nefiind de acord cu concepțiile lui al Ghazali, a dat o turnură diferită filosofiei arabe din Spania, susținând că doar calea cunoașteri speculative îl poate conduce pe om la cunoașterea de sine și la descoperirea inteligenței active.
Scrierile sale s-au păstrat în relativ puține manuscrise arabe și câteva traduceri ebraice, fiind negată existența unor traduceri în latină, în ciuda faptului că Miguel Asin Palacios susținea că ar fi existat câteva,  căci apar unele citate latine în scrierile lui Averoes și ale lui Albertus Magnus.
Ibn Abī ‘Usaybī’a a stabilit o listă a operelor sale:
- 8 comentarii (5 asupra lui Aristotel, 2 despre cărți de farmacie, între care Leacurile simple de Galenus, unu despre Logica lui Al-Fārābī);
- un rezumat după Al-Hāwī (Continentele) de Muḥammad ibn Zakarīyy ar-Rāzī;
- scrieri de astronomie și medicină (un tratat de astronomie s-a păstrat datorită lui Maimonide);
- un tratat de matematică, răspuns la problemele puse de al-Batalyawsī;
- patru discursuri (între care unul asura Elementelor de Euclid, altul despre sufletul impulsiv, nafs an-nuzū‘īya);
- trei tratate despre suflet, poftele naturale, impulsivitate;
- alte cercetări de psihologie (îndeosebi asupra firii nestăpânite);
- un discurs despre sfârșitul omului;
- o “epistolă de rămas – bun” sau epistolă a despărțirii (risālatu-l-wadā’) și un apendice la această epistolă;
- discursuri și tratate despre legătura omului cu intelectul activ;
- Felul de a fi al Singuraticului (Tadbīr al mutawaḥḥid);
- capitole despre politică, despre diferitele forme de guvernământ și despre felul în care trebuie să trăiască Singuraticul (alesul).[1]

Tratatele de medicație scrise l-au influențat pe Ibn Rușd.
În lucrarea Recunoașterea intelegenței active Ibn Bajja consideră că inteligența activă este cea mai importantă facultate a ființei umane. 
În Epistola despărțirii, Epistola despre ajungere omului la intelect, în Felul de a fi al Singuraticului, în unele pasaje din Cartea despre suflet tema centrală este unirea sufletului cu divinitatea, scop suprem al existenței.  
Unirea nu este privită în sens strict religios, ci este treapta ultimă a urcușului intelectual.

## Felul de a fi al Singuraticului
Cea mai cunoscută operă a sa, considerată „opera sa majoră” , este Felul de a fi al Singuraticului, scrisă    într-o vădită viziune etică.
Lucrarea
debutează cu o discuție privitoare la formele de conducere pornind de la
etimologia termenului tadbīr:
Cuvântul
tadbīr e folosit în limba arabă cu mai multe înțelesuri, enumerate de filologi.
În general arată organizarea unor fapte pentru atingerea țelului propus. De
aceea nu e folosit pentru a numi o singură acțiune, a unui singur om. Cine se
gândește la o singură faptă nu o numește tadbīr; doar dacă sunt mai multe și au
o anumită orânduire. De aceea se spune despre Allāh că e orânduitorul
(conducătorul) lumii, mudbiru-l ‘ālam.
Opera  conține o poveste morală împotriva materialismului claselor conducătoare.
În accepțiunea sa, felul de a fi al Singuraticului trebuie să fie imaginea regimului politic al unul stat perfect, al statului model, ideal.
Astfel, el consideră că în statul ideal nu există doctori, căci oamenii urmează cea mai bună dietă cu putință, nu există judecători, pentru că fiecare a atins desăvârșirea de care fiecare ființă umană ar trebui să fie capabilă . 
Ibn Bajja distinge între formele intelegibile abstrase problemelor cotidiene și formele inteligibile percepute fără a fi nevoie să te sustragi acestora.
Astfel, Ibn Bajja distinge existența a patru grupe de forme spirituale:
1. Formele corpurilor sferice;
2. Intelectul activ și intelectul dobândit;
3. Formele inteligibile abstracte din materie;
4. Noțiunile sau formele care subzistă în părțile lăuntrice ale Sufletului.[3]

În raport cu procesul de cunoaștere, Ibn Bajja ia în discuție trei categorii de oameni:
1. Masa: cei care se găsesc într-o peșteră neiluminată de soare, dar văd în întuneric;
2. Teoreticii (gânditorii medii): văd în aer liber și sesizează lumina în nuanțele ei coloristice;
3. Fericiții: pentru aceștia perceperea vizuală este lucrul sensibil.[3]

În opinia sa, desăvârșirea reprezintă un proces ascendent de asumare a formelor spirituale:
1. Formele corporale: comune tuturor ființelor vii;
2. Formele spirituale particulare: satisfac gusturile cele mai intime, mai ales sentimentele; prin ele omul dobândește virtuțile;
3. Formele spirituale universale: reprezintă trecerea în spiritualitatea absolută și unirea cu intelectul activ (ittiṣāl).[3]

Totodată, Ibn Bajja distinge între „omul spiritual” (ruḥanīy), cel cu adevărat fericit,  și cel „corporal” (ğismānīy), prea preocupat de plăcerile trupești ca să dorească mai mult:
Așa
cum am spus, există oameni care nu se preocupă decât de forma lor trupească,
aceștia fiind cei josnici. Alții nu au în vedere decât forma lor spirituală,
aceștia fiind mai presus (de vulg), cei nobili. Așa cum cel mai rău dintre “corporali”
este unul care n-a avut nimic de-a face cu forma spirituală, la fel cel mai
presus soi de nobili e atins de cine nu are în nici un fel de-a face cu forma corporală.
Desigur însă că omul care se desprinde total de aceasta își scurtează existența
(pe pământ). De asemenea, iese în afara naturalului. Încât în realitate nu pot
fi întâlniți astfel de oameni, decât dacă vreunul, în supunerea sa față de
forma spirituală, o sacrifică pe aceea trupească.
Ibn Bajja este de părere că retragerea din lume reprezintă singura ieșire din această luptă, sugerând astfel un protest față de rigorismul malekit, acesta fiind, în opinia sa, o piedică împotriva gândirii (libere):
Fericiții (din cetățile păcătoase) nu pot avea decât fericire prin izolare; indiferent că însinguratul e  unul singur sau sunt mai mulți, de vreme ce națiunea sau cetatea nu împărtășește punctul lor de vedere. Aceștia sunt cei numiți străini de învățătura ṣūfī, fiindcă sunt străini în păreri și călătoresc în gând către alte trepte, care le sunt adevăratele patrii.
Ibn Bajja (re)valorifică, în spiritul tradiției culturale a vremii, filosofia greco-latină, evidențiindu-se astfel ideea platoniciană potrivit căreia intelectul poate descoperi adevărul prin el însuși.
Reflexe ale lucrării Felul de a fi al Singuraticului se regăsesc la filosofi andaluzi, cum ar fi Averroes sau Ibn Tufayl în romanul Hayy bin Yaqzan.

## Traducerea operei în limba română
Fragmente din opera Felul de a fi al Singuraticului (Tadbīr al mutawaḥḥid) au fost traduse în limba română de Grete Tartler în lucrarea Înțeleptul Singuratic. București: Editura Humanitas.
În ceea ce privește titlul operei lui Ibn Bajja, traducătoarea consideră următoarele:
Devine
limpede că titlul lui Avempace – Metoda Singuraticului – nu ascunde un tratat
mistic, un îndreptar pentru asceți, ci o transpunere a ideilor platonice și
aristotelice despre suflet și activitățile sale, despre țelurile faptelor
omenești, despre modul de a ajunge la fericirea supremă. 